# Abelia uniflora
Abelia uniflora là một loài thực vật có hoa trong họ Kim ngân. Loài này được Nathaniel Wallich công bố mô tả khoa học đầu tiên năm 1829, dựa theo mô tả trước đó của Robert Brown.

## Phân bố
Loài này có tại Trung Quốc (Phúc Kiến, Cam Túc, Quảng Tây, Quý Châu, Hà Nam, Hồ Bắc, Hồ Nam, Thiểm Tây, Tứ Xuyên, Vân Nam); thường được gieo trồng. Tên tiếng Trung: 蓪梗花 (thông ngạnh hoa).
Thực vật chí Trung Hoa (Flora of China) gộp cả Abelia parvifolia trong A. uniflora.
Loài này nằm trong tổ hợp loài Abelia uniflora, vì thế năm 2013 khi chuyển các loài trong chi Abelia sang chi Linnaea thì Maarten Christenhusz tạm thời gộp toàn bộ các loài trong tổ hợp loài Abelia uniflora thành một loài duy nhất là Linnaea uniflora. Tuy nhiên, dù chấp nhận quan điểm mở rộng chi Linnaea nhưng Plants of the World Online vẫn công nhận 4 loài của tổ hợp loài Abelia uniflora như là các loài tách biệt, và giới hạn khu vực phân bố của loài (theo nghĩa hẹp) này chỉ ở đông nam Trung Quốc.